# 川源村
川源村（かわもとむら）は、広島県豊田郡にあった村。現在の東広島市の一部にあたる。

## 地理
- 河川：椋梨川[1]

## 歴史
- 1889年（明治22年）4月1日、町村制の施行により、豊田郡清武村、鍛冶屋村、安宿村が合併して村制施行し、川源村が発足[1][2]。
- 1944年（昭和19年）1月1日、豊田郡乃美村と合併し、豊栄村を新設して廃止された[1][2]。

### 地名の由来
太田川、沼田川、江の川の水源にあたるため。

## 産業
- 農業